# Digital object identifier
Un digital object identifier (DOI) este un șir de caractere utilizat pentru a identifica în mod unic un document electronic sau o altă entitate. DOI-ul unui document rămâne fix pe întreaga durată de existență a acelui document, spre deosebire de URL-uri care se pot schimba odată cu schimbarea structurii de fișiere a serverului web unde este publicat conținutul online. Sistemul DOI furnizează și un mecanism de localizare a unui URL actualizat pentru un document pe baza identificatorului său și pentru asocierea la un obiect a altor forme de metadate; astfel, referirea la un document doar după DOI-ul lui oferă un mecanism mai stabil decât URL-urile pentru referințele la conținut online.
Sistemul DOI este implementat printr-o federație de Agenții de Înregistrare DOI coordonate de Fundația Internațională DOI, care a dezvoltat sistemul și îl controlează. Sistemul DOI fusese dezvoltat și implementat în mai multe aplicații editoriale începând cu 2000; până la sfârșitul lui 2009, fuseseră asignate aproximativ 43 de milioane de nume DOI de peste 4000 de organizații.